# Fuente Encarroz
Fuente Encarroz (en valenciano y oficialmente, La Font d'en Carròs) es un municipio de la Comunidad Valenciana, España. Situado en el sureste de la provincia de Valencia, en la comarca de la Safor y a 6 kilómetros de Gandía. Contaba con 4055 habitantes en 2013, de los que 2038 eran hombres y 2017 mujeres (INE).

## Geografía

La Font d'en Carròs en su comarca

Situado en el sector sur de la Huerta de Gandía. Las alturas principales son los vértices geodésicos de segundo orden de la Creu (167 m), Perico (176 m) y Cuatelles (356 m).
Drenan el término los barrancos de Fontanelles y de la Foia.
La villa se encuentra situada en la zona de contacto entre el llano y la montaña, por lo que algunas de sus calles son de pendiente más o menos suave. En la plaza principal está la fuente que dio nombre a la población.
Desde Valencia, se accede a esta localidad por carretera a través de la N-332 para enlazar con la CV-682.
Existe también una línea de autobús que conecta esta localidad con Gandía.

### Barrios y pedanías
En su término municipal se encuentran también los siguientes núcleos de población:
- El Panorama.
- Tossal Gros d'en Carròs.

### Localidades limítrofes
El término municipal de Fuente Encarroz limita con las siguientes localidades:
Alquería de la Condesa, Beniarjó, Beniflá, Oliva, Potríes, Rafelcofer y Villalonga, todas ellas de la provincia de Valencia.

## Historia

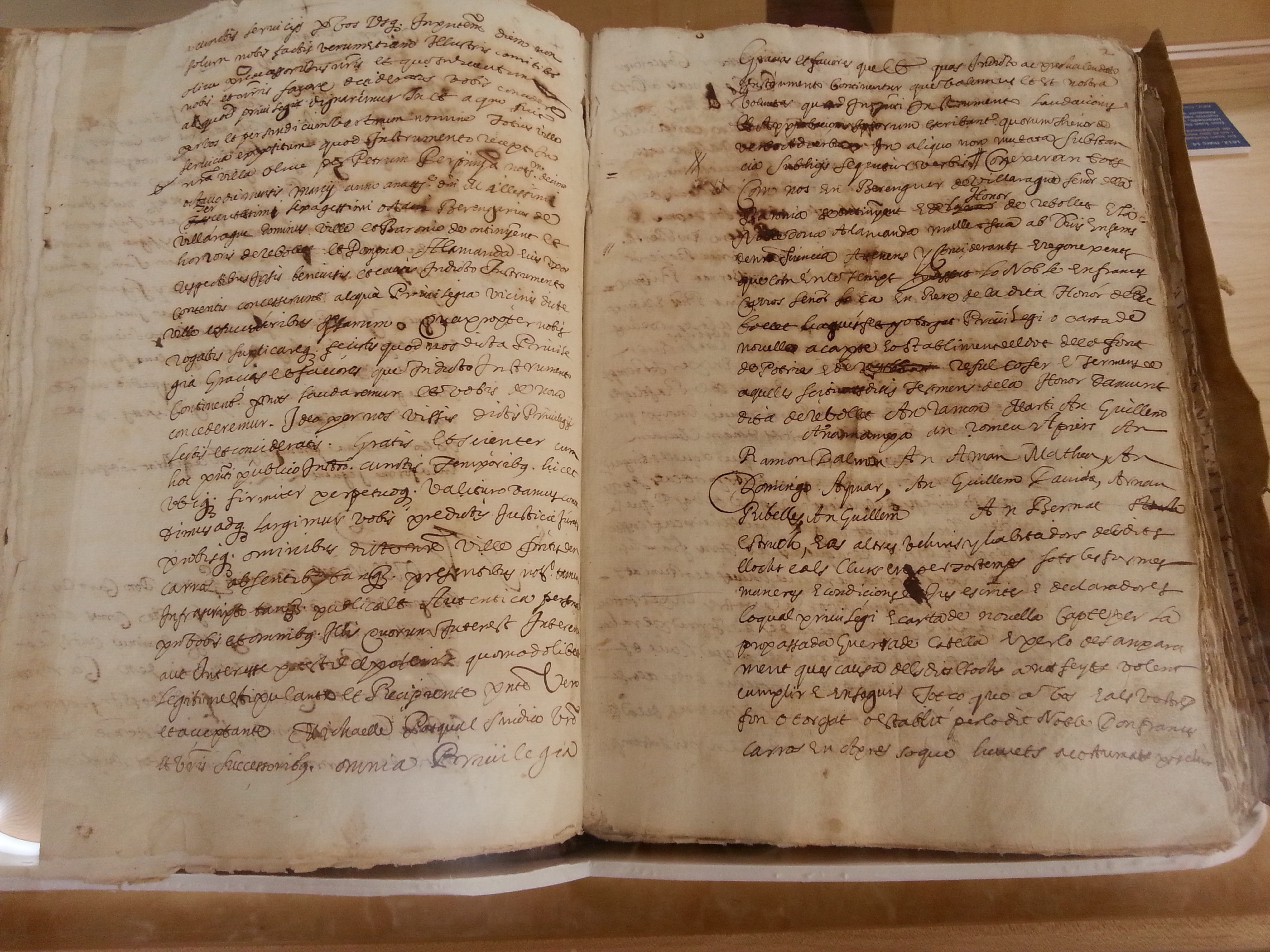
Carta Puebla de Fuente Encarroz, Potríes y Rafelcofer (1368)

En la cumbre del Rabat hay restos de un poblado ibérico que se romanizó posteriormente. Y de la época romana se han recogido fragmentos de terra sigillata en la partida de Les Jovades y monedas imperiales y restos de posibles estatuas y edificios en la ermita de San Miguel, donde debió existir una importante villa rústica altoimperial.
La actual población es de origen romano, con un alto porcentaje de inmigración francesa del siglo XVII, perteneciendo a la jurisdicción del castillo de Rebollet. El actual nombre de la población se debe a que fue conquistada por el noble Carroz (en valenciano, en es un tratamiento equivalente a señor o monseñor, derivado de mossén), ejerciendo el señorío sus descendientes. A finales del siglo XIV pasó a los Centelles, perteneciendo a la jurisdicción de los condes de Oliva y duques de Gandía, hasta que en 1771 el señorío pasó al ducado de Osuna.

## Demografía
Fuente Encarroz cuenta con una población de 3938 habitantes (INE 2024).
| Gráfica de evolución demográfica de Fuente Encarroz entre 1842 y 2021                                               |
| |
| Población de derecho según los censos de población del INE Población de hecho según los censos de población del INE |

## Economía
La base de la economía local es la agricultura, la hostelería y la construcción.

## Patrimonio
- Iglesia parroquial: se alza en la parte alta de la villa. Es de estilo gótico y está dedicada a San Antonino Mártir, con las imágenes del Cristo del Amparo y la Virgen del Remedio. La primitiva se erigió en 1329.
- Castillo del Rebollet: dentro del término se encuentran los restos del que fue importante castillo. Está declarado bien de interés cultural.
- Recinto amurallado “El Rafalí”. Declarado bien de interés cultural.

## Fiestas locales
- Moros y Cristianos. Celebra las fiestas de Moros y Cristianos el fin de semana antes de las fiestas mayores, datan del 1978.

Actualmente cuenta con la participación de casi unas 600 personas, repartidas en 3 comparsas cristianas y 3 comparsas moras.
-Comparsa Carròs (1978)
-Comparsa La Badà (1980)
-Comparsa El Maro (1981)
-Comparsa Rebolíc (1991)
-Comparsa Els Cavallers (2002)
-Comparsa Corsaris del Mediterrani (2020)
- Fiestas Mayores. Celebra sus fiestas patronales a la Virgen del Remedio y al Cristo del Amparo en la 2.ª quincena del mes de agosto.
- Fiesta de San Antonio y Mercado Medieval. Se celebra la última semana de enero, celebrándose la festividad de san Antonio y el mercado medieval.

## Administración y política
| Periodo   | Nombre                                                              | Partido   |
| --------- | ------------------------------------------------------------------- | --------- |
| 1979-1983 | Jesús Puig i Noguera (1979-1981) Jacinto Jiménez Andrés (1981-1983) | PNPV UCD  |
| 1983-1987 | Pedro Monzó Fuster                                                  | AP        |
| 1987-1991 | Salvador Millet Escrivá                                             | PSPV-PSOE |
| 1991-1995 | Gaspar Pérez Fuster                                                 | PP        |
| 1995-1999 | José Blas Benlloch                                                  | PSPV-PSOE |
| 1999-2003 | María Inmaculada Monzó Lozano                                       | PSPV-PSOE |
| 2003-2007 | María Inmaculada Monzó Lozano                                       | PSPV-PSOE |
| 2007-2011 | Gaspar Pérez Fuster                                                 | PP        |
| 2011-2015 | Gaspar Pérez Fuster                                                 | PP        |
| 2015-2019 | Pablo Puig Desena                                                   | PSPV-PSOE |
| 2019-2023 | Pablo Puig Desena                                                   | PSPV-PSOE |
| 2023-act. | Pablo Puig Desena                                                   | PSPV-PSOE |